# 潘凤贞
潘凤贞（1985年7月1日—），生于广东省南海市，中国女子曲棍球运动员。她在2008年夏季奥林匹克运动会中，参加了女子曲棍球并获得银牌。